# Tsunami (chanson de DVBBS et Borgeous)
Pour les articles homonymes, voir Tsunami (homonymie).
Singles par DVBBS
Stampede
(2013)
Singles par Borgeous
Stampede
(2013)
Tsunami est une chanson créée par les artistes DVBBS et Borgeous. Il est sorti le 24 août 2013 en téléchargement numérique sur le label Doorn aux Pays-Bas. La chanson a été écrite et réalisée par Alex van den Hoef, Chris van den Hoef, John Borger et Niles Hollowell-Dhar.

## Genèse
Lorsque ce titre a été publié et promu par le DJ Sander van Doorn et largement joué aux festivals, les artistes — à l'origine — sont inconnus. Sander avait toujours nié être le réalisateur artistique. Le 16 août 2013, Pete Tong a confirmé lors de son émission sur BBC Radio 1 que la chanson est l'œuvre des producteurs canadiens DVBBS et Borgeous.
Selon le magazine Billboard, Tsunami a été le titre le plus joué lors à l'occasion du festival de musique électronique belge Tomorrowland qui s'est déroulé du 26 au 28 juillet 2013. Le single est officiellement sorti le 19 août 2013 sous le label Doorn Records,.
Une semaine plus tard, il a atteint la première place sur le Beatport 100. La chanson a été classée parmi les 10 meilleures ventes sur iTunes, dans les Pays-Bas, en Belgique et en France.
Le 29 juin 2021, DVBBS annonce sur son compte Instagram que Tsunami a atteint le milliard de streams et le groupe promet une partie 2 toujours en collaboration avec Borgeous.

## Clip vidéo
Le clip vidéo sort le 23 août 2013 sur la chaîne YouTube Spinnin' Records, dure 2 minutes et 22 secondes et comptabilise plus de 62 millions de vues en janvier 2022.

## Liste des titres
| 1. | Tsunami (Radio Edit)   | 3:06 |
| 2. | Tsunami (Original Mix) | 3:56 |

## Classements
| Classement (2013)                       | Meilleure position |
| --------------------------------------- | ------------------ |
| Allemagne (Media Control AG)            | 14                 |
| Belgique (Flandre Ultratop 50 Airplay)  | 26                 |
| Belgique (Flandre Ultratop 50 Dance)    | 1                  |
| Belgique (Flandre Ultratop 50 Singles)  | 1                  |
| Belgique (Wallonie Ultratop 50 Airplay) | 2                  |
| Belgique (Wallonie Ultratop 50 Dance)   | 1                  |
| Belgique (Wallonie Ultratop 50 Singles) | 1                  |
| Danemark (Tracklisten)                  | 8                  |
| France (SNEP)                           | 3                  |
| Hongrie (Dance Top 40)                  | 15                 |
| Pays-Bas (Nederlandse Top 40)           | 1                  |
| Pologne (Dance Top 50)                  | 10                 |
| Suède (Sverigetopplistan)               | 3                  |
| Suisse (Schweizer Hitparade)            | 17                 |

## Version avec Tinie Tempah
Une nouvelle version titrée Tsunami (Jump) avec la participation du rappeur anglais Tinie Tempah sort le 9 mars 2014.
Elle se classe en tête des ventes de singles au Royaume-Uni.

### Classements
| Classement (2014)              | Meilleure position |
| ------------------------------ | ------------------ |
| Australie (ARIA)               | 10                 |
| Écosse (OCC)                   | 1                  |
| Irlande (IRMA)                 | 7                  |
| Nouvelle-Zélande (RMNZ)        | 8                  |
| Royaume-Uni (UK Singles Chart) | 1                  |